# Juan Domingo Brown
Juan Domingo Brown (20 de junio de 1888-16 de septiembre de 1932) fue un futbolista internacional argentino.

## Primeros años de vida
Brown fue un argentino de origen escocés.
Brown tuvo cinco primos que también fueron jugadores internacionales argentinos: Alfredo, Carlos, Eliseo, Ernesto y Jorge. Otros dos primos, Diego y Tomás, también fueron futbolistas.

## Carrera
Brown jugó para Alumni y Quilmes.
Brown hizo 36 apariciones con la selección argentina entre 1906 y 1916, anotando dos goles.